# Футбол на летних Олимпийских играх 1906
Соревнования по футболу на летних Олимпийских играх 1906 года прошли с 23 по 25 апреля. Всего участвовали четыре команды из трёх стран. Данные игры не были признаны МОК официальными. Победителем стала команда Дании.

## Команды
В турнире приняли участие четыре команды — сборная Дании, команда Афин (столицы Греции) и две команды с территории Османской империи — Смирна и Фессалоники.
- Афины (номинальные хозяева)
- Дания
- Смирна
- Фессалоники

## Формирование команд
Одной из причин участия датской команды стало то, что король Греции Георг I являлся сыном короля Дании Кристиана IX. Команду для турнира послала Копенгагенская футбольная ассоциация, поскольку игроки из Датского футбольного союза были задействованы на играх в Англии. Датчане первоначально не собиралась участвовать в соревнованиях, поскольку четверо их лучших игроков были дисквалифицированы национальной федерацией.
Команда Афин состояла из игроков клуба «Этникос», усиленного одним футболистом клуба «Паниллиниос».
Команда Смирны представляла город Измир, исторически связанный с греческой историей. Состав Смирны был укомплектован британцами, французами и одним этническим армянином. За команду играло сразу шесть родственников по фамилии Уиттал. Герберт Уиттал, основатель команды, хотел заявить коллектив на турнир как представителей Османской империи, но к тому моменту в стране ещё не было олимпийского комитета, который появился лишь спустя два года.
Команда Фессалоник фактически являлась клубом «Омилос Филомусон» (в переводе с греческого — «Клуб друзей музыки»), состоявшим из этнических греков, и впоследствии ставшим клубом «Ираклис».

Фото команд-участниц
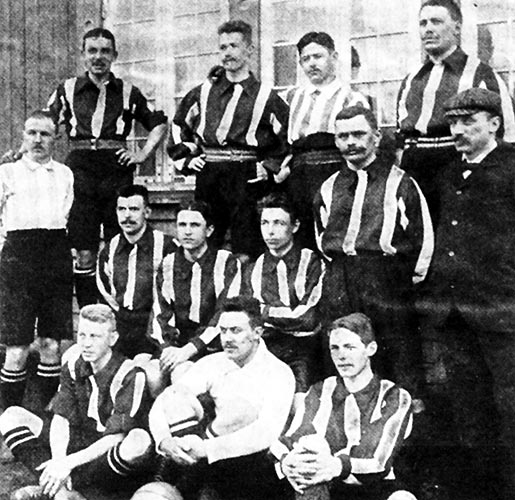
Дания
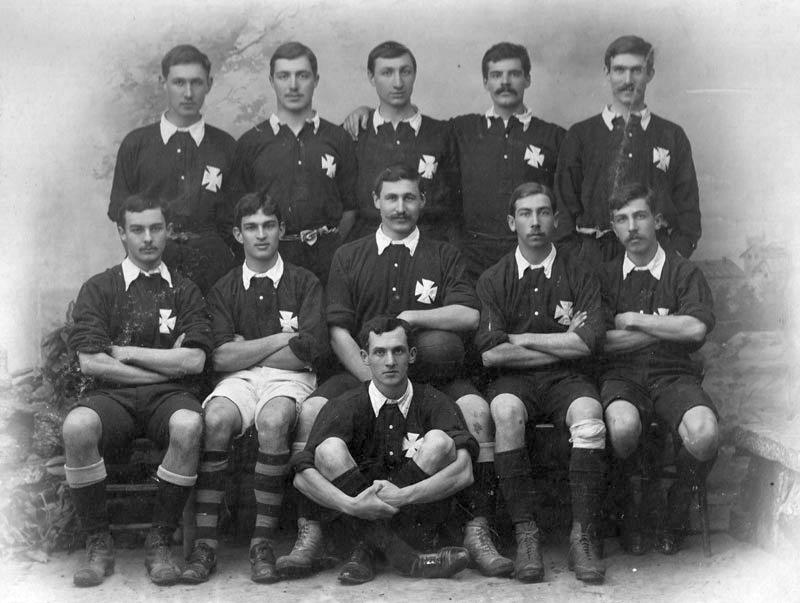
Смирна
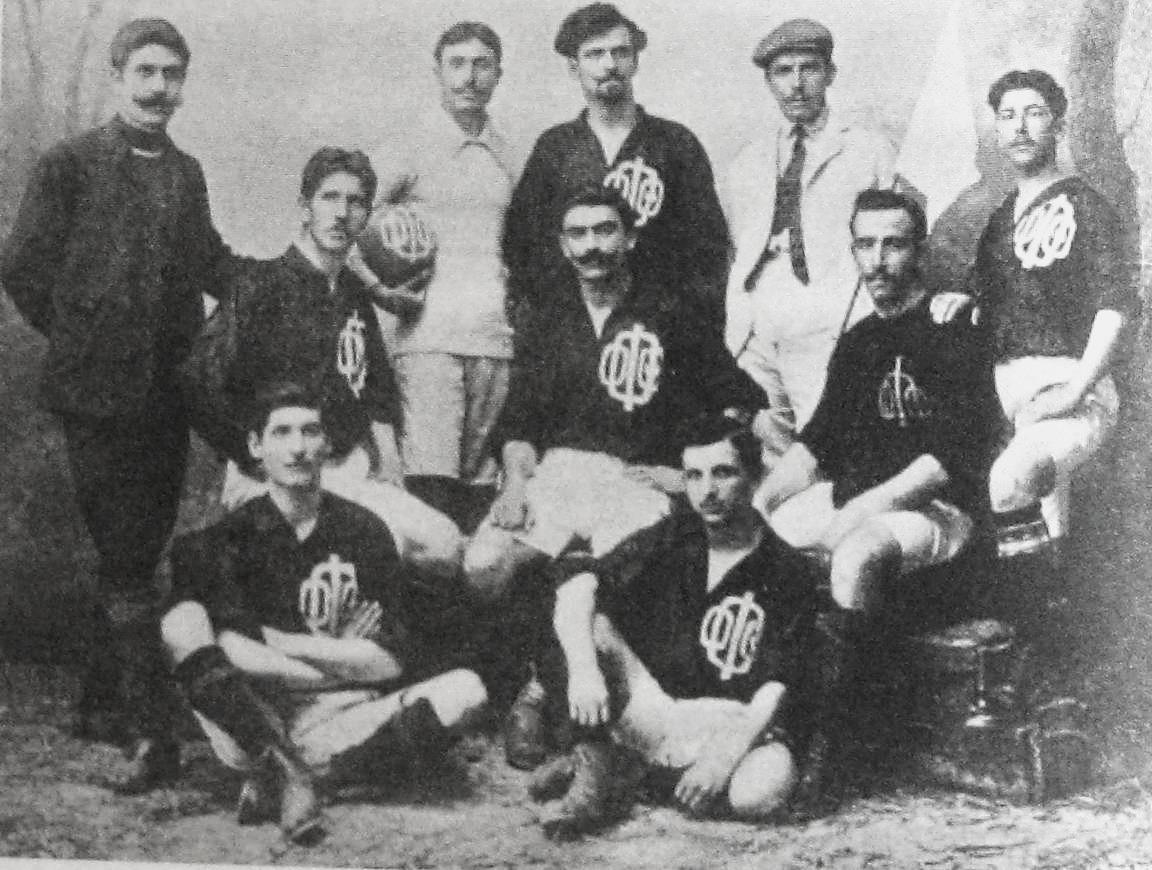
Фессалоники

## Судьи
Игры обслуживали трое судей:
- Гостер Дрейк (1 матч)
- Карл Андерсен (2 матча)
- Александрос Меркати (1 матч)

## Ход турнира

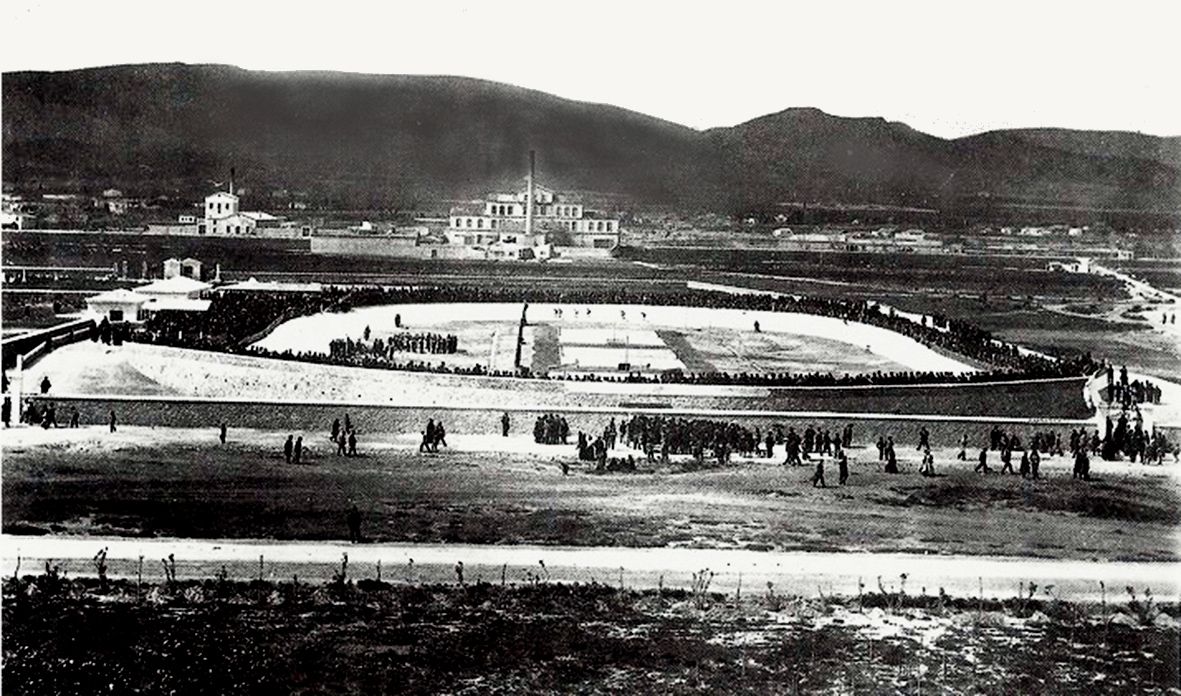
Велодром Нео Фалирон

Футбольный турнир не вызвал ажиотажа среди зрителей. Все четыре игры прошли на стадионе «Велодром Нео Фалирон», который использовался как место для велогонок. Зрители могли наблюдать за матчами, расположившись на участках трассы велодрома.
В полуфинальных матчах датчане разбили Смирну (5:1), а Афины были сильнее Фессалоник (5:0). В финальной игре между Данией и командой Афин после первого тайма Афины уступали с разгромным счётом 9:0 и решили не выходить на поле во втором тайме и удалились.
Орг комитет решил, что все три греческих клуба должны сыграть в плей-офф за второе место, но Афины отказались и это сделать. Их протест был отклонен, и Афины снялись с турнира. Таким образом, Смирна и Салоники вышли в плей-офф.
Афины получили дисквалификацию и были лишены второго призового места. Греция пыталась опротестовать решение, однако оно было отклонено. Команды Смирны и Салоник, уступившие в полуфинале, фактически сыграли в матче за второе место на следующий день после финала. Сильнейшими оказались футболисты из Смирны, обыгравшие соперника со счётом 12:0. Таким образом Смирна стала серебряным призёром турнира, а Фессалоники — бронзовым.

## Матчи

### Полуфинал
| Дания | 5 — 1    | Смирна |
| ----- | -------- | ------ |
|       | Протокол |        |

| Афины | 5 — 0    | Фессалоники |
| ----- | -------- | ----------- |
|       | Протокол |             |

### Финал
| Дания | 9 — 0    | Афины |
| ----- | -------- | ----- |
|       | Протокол |       |

### Матч за второе место
| Смирна | 12 — 0   | Фессалоники |
| ------ | -------- | ----------- |
|        | Протокол |             |

## Итоговые позиции

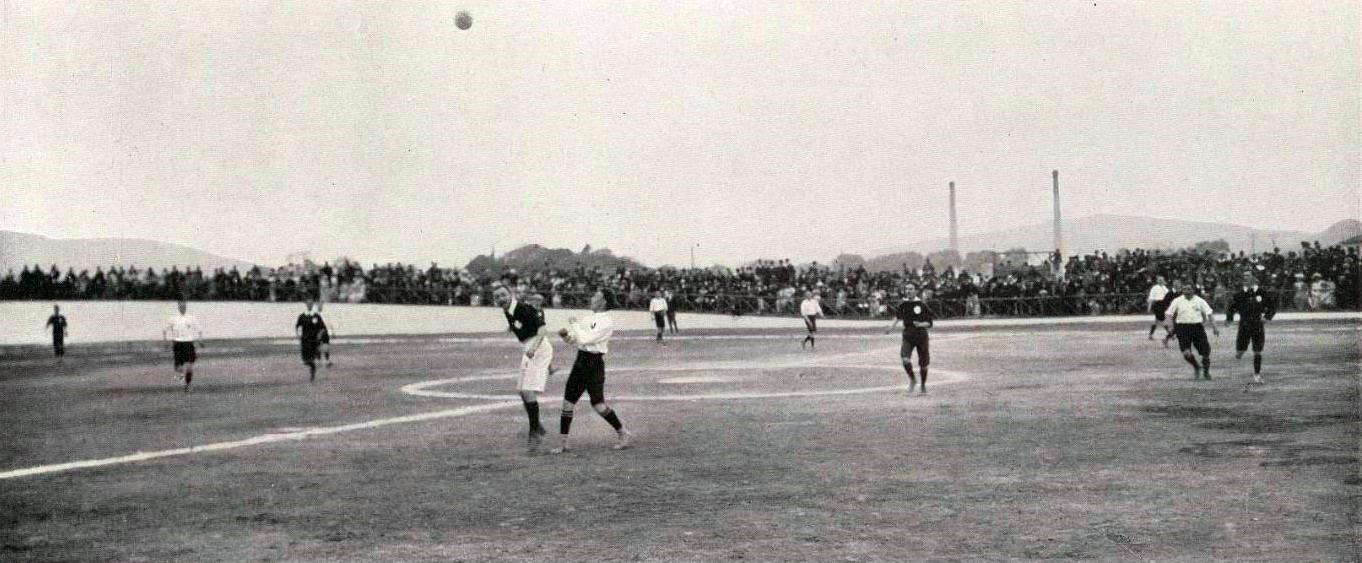
Матч Дания — Смирна

| № | Команда     | И | В | Н | П | ГЗ | ГП | Р   | О |
| - | ----------- | - | - | - | - | -- | -- | --- | - |
| 1 | Дания       | 2 | 2 | 0 | 0 | 14 | 1  | +13 | 4 |
| 2 | Смирна      | 2 | 1 | 0 | 1 | 13 | 5  | +8  | 2 |
| 3 | Фессалоники | 2 | 0 | 0 | 2 | 0  | 17 | -17 | 0 |
| Д | Афины       | 2 | 1 | 0 | 1 | 5  | 9  | -4  | 2 |

## Состав победителя
| Состав сборной Дании                  |
| ------------------------------------- |
| Вигго Карл Андерсен (вратарь)         |
| Хьямар Херуп                          |
| Йенс Петер Вильям Андреас Петерсен    |
| Пармо Карл Перслев                    |
| Стефан Расмуссен                      |
| Чарльс вон Бухвальд                   |
| Нильс Кристиан Оскар Нильсен          |
| Аге Йорген Кристиан Андерсен          |
| Аугуст Людвиг Линдгрен                |
| Холгер Фредериксен                    |
| Генри Андреас Рамбуш (главный тренер) |